# GP Большого Пса
GP Большого Пса (лат. GP Canis Majoris) — одиночная переменная звезда в созвездии Большого Пса на расстоянии (вычисленном из значения параллакса) приблизительно 13395 световых лет (около 4107 парсеков) от Солнца. Видимая звёздная величина звезды — от +13,3m до +10,4m.

## Характеристики
GP Большого Пса — красная углеродная пульсирующая переменная звезда, мирида (M) спектрального класса Ce или C-N6.